# Римарева, Любовь Вячеславовна
Любовь Вячеславовна Римарева (род. 1950) — ученый, специалист в области биотехнологии пищевых продуктов, академик РАН (2016).

## Биография
Родилась 28 сентября 1950 года в Москве.
В 1973 году — окончила Московский технологический институт пищевой промышленности (1973).
В 1997 году — защитила докторскую диссертацию.
В 2000 году — присвоено учёное звание профессора.
С 2008 года — профессор кафедры биотехнологии Московского государственного университета пищевых производств.
В 2010 году — избрана членом-корреспондентом РАСХН.
В 2014 году — избрана членом-корреспондентом РАН (в рамках присоединения РАСХН к РАН).
В 2016 году — избрана академиком РАН.
С 1973 года — работает во Всероссийском НИИ пищевой биотехнологии — филиале ФГБУН «Федеральный исследовательский центр питания, биотехнологии и безопасности пищи», пройдя путь от младшего научного сотрудника до заместителя директора по научной работе (с 2000 года).

## Научная и общественная деятельность
Римарева специализируется в области биотехнологии пищевых продуктов.
Научная деятельность посвящена фундаментальным и прикладным исследованиям в области нанобиотехнологических, биокаталитических, биосинтетических и ферментационных процессов в перерабатывающих отраслях АПК.
Под её руководством и при непосредственном участии разработаны биотехнологии, высокопродуктивные промышленные штаммы микроорганизмов.
Является создателем и руководителем научной школы по биотехнологии ферментов в пищевой промышленности и биокатализу растительного и микробного сырья.
Возглавляет работу по биосинтетическим и биокаталитическим нанотехнологиям ферментов, дрожжей, органических кислот и биологически активных добавок.
Автор более 380 научных трудов. Имеет 30 авторских свидетельств и патентов на изобретения.

### Избранные труды
- Определение активности ферментов: справ. / соавт.: Г. В. Полыгалина, В. С. Чередниченко. — М.: ДеЛи принт, 2003. — 372 с.
- Микробиологический контроль спиртового и ферментного производства / соавт. Н. Н. Воронцова; Всерос. НИИ пищ. биотехнологии. — М., 2005. — 200 с.
- Теоретические и практические аспекты развития спиртовой, ликероводочной, ферментной, дрожжевой и уксусной отраслей промышленности / соавт. В. А. Поляков. — М., 2006. — 307 с.
- Инструкция по технохимическому и микробиологическому контролю спиртового производства / соавт.: И. М. Абрамова и др.; Всерос. НИИ пищ. биотехнологии. — М.: ДеЛи принт, 2007. — 480 с.
- Перспективные биокатализаторы для перерабатывающих отраслей АПК / соавт. В. А. Поляков; Всерос. НИИ пищ. биотехнологии. — М., 2010. — 312 с.
- Теоретические и практические основы биотехнологии дрожжей: учеб. пособие. — М.: ДеЛи принт, 2010. — 220 с.

## Награды
- Заслуженный деятель науки Российской Федерации (2006)
- Медаль «В память 850-летия Москвы» (1997)